# (3251) Eratosthenes
(3251) Eratosthenes ist ein Asteroid des Hauptgürtels, der am 24. September 1960 vom niederländischen Forscherteam Cornelis Johannes van Houten, Ingrid van Houten-Groeneveld und Tom Gehrels im Rahmen des Palomar-Leiden-Surveys entdeckt wurde.
Der Name des Asteroiden erinnert an den historischen griechischen Wissenschaftler Eratosthenes.
| Nummer davor   | Asteroiden in nummerierter Reihenfolge | Nummer danach |
| (3250) Martebo | (3251) Eratosthenes                    | (3252) Johnny |